# Ite, missa est
Ite, missa est (latim: "Ide, esta é a dispensa") são as palavras finais da missa tridentina, bem como do serviço divino da Igreja Luterana. Até as reformas de 1962, nas missas sem o Glória, Benedicamus Domino era pronunciado em substituição. A resposta do povo ou do coro era Deo gratia para ambos os casos.
Missa (latim: dispensa), termo que designa a celebração eucarística, procede deste ato de conclusão. 